# 폭풍 속으로 (영화)
《폭풍 속으로》(영어: Point Break)는 1991년 공개된 미국의 영화이다.

## 줄거리
전 오하이오 주립 쿼터백이자 신참 FBI 요원 조니 유타는 선임 요원 안젤로 파파스와 함께 "전직 대통령들"의 은행 강도 사건을 조사한다. 이들은 전직 대통령인 로널드 레이건, 지미 카터, 리처드 닉슨, 린든 B. 존슨의 고무 가면을 쓰고 은행을 터는데, 금고를 털지 않고 은행원들의 서랍에 있는 현금만을 요구하며 90초 이내에 사라진다.
파파스의 범인들이 서퍼라는 이론을 따라 유타는 서핑 커뮤니티에 잠입한다. 그는 첫 시도에서 익사할 뻔한 자신을 구해준 고아 서퍼이자 레스토랑 웨이트리스인 타일러에게 서핑을 가르쳐달라고 설득하기 위해 가족 비극을 꾸며낸다. 그녀를 통해 그는 타일러의 전 남자친구이자 로치, 그러멧, 너새니얼로 구성된 서퍼 갱단의 리더인 보디를 만난다. 이 그룹은 유타를 경계하지만, 보디가 유타의 무릎 부상이 어떻게 그의 미식축구 전망을 좌절시켰는지 회상하면서 그를 받아들인다. 유타는 서핑에 능숙해지면서 서퍼들의 아드레날린이 넘치는 삶, 보디의 철학, 그리고 타일러에게 매료된다. 은행 강도 중 한 명의 머리카락에서 발견된 독소를 분석하여 얻은 단서를 따라, 유타와 파파스는 다른 서퍼 갱단에 대한 FBI 습격을 주도하고, 그 결과 두 명의 서퍼와 한 명의 요원이 칼에 찔려 사망한다. 이 습격은 의도치 않게 DEA의 잠복 작전을 망치는데, 이 서퍼들은 마약 거래와 관련된 별도의 혐의로 수배 중이었고, 그들은 전직 대통령들이 아니라고 판명된다.
보디의 그룹이 서핑하는 것을 보면서 유타는 그들이 전직 대통령들이라고 의심하기 시작한다. 그들이 얼마나 끈끈한 그룹인지, 그리고 그들 중 한 명이 강도 중 한 명과 똑같은 방식으로 다른 서퍼들에게 엉덩이를 드러내는 것을 주목한다. 유타와 파파스는 은행을 잠복하고, 전직 대통령들이 나타난다. 레이건 가면을 쓴 보디는 동네를 가로지르는 도보 추격전에서 유타를 이끌고, 유타가 홍수 통제 수로로 뛰어든 후 옛 부상이 재발하면서 추격전이 끝난다. 분명한 사격 기회가 있었음에도 불구하고, 부상당한 유타는 보디가 도망가게 둔다.
그날 밤 캠프파이어에서 보디와 그의 갱단이 전직 대통령들임이 확인된다. 타일러는 유타의 FBI 배지를 발견하고 분노하여 그와의 관계를 끝낸다. 얼마 후, 보디는 유타를 강요하여 그룹과 함께 스카이다이빙을 하게 한다. 점프 후, 보디는 유타가 FBI 요원임을 알고 있으며, 그의 친구이자 서퍼가 아닌 불량배인 로지에게 타일러를 인질로 잡고 유타를 협박하여 여름의 마지막 은행 강도를 돕게 했다고 밝힌다. 강도 중에 그들은 금고에 침투하기로 결정하여 평소보다 더 오래 걸린다. 비번 경찰관과 은행 경비원 중 한 명이 강도를 저지하려 할 때 그러멧이 사망한다. 강도들은 경찰관과 경비원을 살해한 후 유타를 버리고 도망친다. 유타는 강도 혐의로 체포되고 FBI 국장 벤 하프에게 살인 혐의로 질책받지만, 파파스는 격렬한 언쟁 끝에 하프를 때려눕히고 유타를 직접 잡아오겠다고 맹세한다.
파파스와 유타는 보디, 로치, 너새니얼이 멕시코로 떠나려 하는 공항으로 향한다. 총격전 중에 파파스와 너새니얼이 사망하고 로치는 심각한 부상을 입는다. 로치를 태운 채 보디는 총으로 유타를 비행기에 강제로 태운다. 이륙하여 의도한 낙하 지점 위에 도달하자 보디와 로치는 낙하산을 착용하고 비행기에서 뛰어내려 유타에게 책임을 떠넘긴다. 다른 낙하산이 없는 유타는 보디의 총을 들고 비행기에서 뛰어내려 공중에서 그를 가로챈다. 안전하게 착륙했지만 유타의 무릎이 다시 고장 나 보디가 도망가게 둔다. 보디는 타일러를 풀어주는 로지를 만난다. 로치가 부상으로 사망하자 두 남자는 나라를 떠나 각자의 길을 간다.
9개월 후, 유타는 빅토리아 주의 벨스 비치에서 보디를 추적하는데, 이곳에서는 기록적인 폭풍이 치명적인 파도를 만들어내고 있었다. 이는 보디가 "50년 만의 폭풍"이라고 부르며 경험하고 싶어 했던 사건이다. 보디는 유타에게 일생일대의 파도를 탈 수 있도록 자신을 풀어달라고 간청하고, 유타는 보디가 살아 돌아오지 못할 것임을 알면서도 동의하며 그에게 작별을 고한다. 보디가 서핑을 하다가 죽음을 맞이하자, 유타는 FBI 배지를 바다에 던져버리고 걸어간다.

## 한국어 더빙 성우진(SBS, 2000년 8월 11일)
- 엄주환 - 보디 (패트릭 스웨이지)
- 구자형 - 자니 유타 (키아누 리브스)
- 장광 - 파파스 (게리 부시)
- 정미숙 - 타일러 (로리 페티)
- 탁원제
- 강구한
- 김영민
- 임성표
- 신상숙
- 김순영
- 한호웅
- 성완경
- 장호비
- 변종필

## 같이 보기
- 하이스트 영화